# Vertíscos
Vertíscos (em grego: Βερτίσκος; romaniz.: Vertískos ou Bertískos)[a] é uma localidade na unidade regional de Salonica. Segundo censo de 2011, havia 343 habitantes.